# 3144 Brosche
3144 Brosche eller 1931 TY1 är en asteroid i huvudbältet, som upptäcktes 10 oktober 1931 av den tyske astronomen Karl Wilhelm Reinmuth i Heidelberg. Den har fått sitt namn efter Peter Brosche.
Asteroiden har en diameter på ungefär 4 kilometer och den tillhör asteroidgruppen Flora.